# Entropia krzyżowa
Entropia krzyżowa – wartość używana w teorii informacji. Wykorzystywana do oceny nietrafności rozkładu względem drugiego rozkładu hipotetycznie prawdziwego.

## Definicja
Wzór na entropię krzyżową dyskretnej zmiennej losowej {\displaystyle X} o zbiorze wartości {\displaystyle \{x_{1},x_{2},...,x_{n}\}} i zdefiniowanych na nich rozkładach prawdopodobieństw {\displaystyle p} i {\displaystyle q}:
{\displaystyle H(p,q,X)=-\sum _{i=1}^{n}p(x_{i})\log {q(x_{i})}.}
Interpretując entropię krzyżową jako miarę nietrafności, za {\displaystyle p} przyjmuje się rozkład traktowany jako prawdziwy, a za {\displaystyle q} rozkład oceniany.

## Własności
Ponieważ
{\displaystyle H(p,q)=-\sum _{i=1}^{n}p(x_{i})\log {q(x_{i})}=-\sum _{i=1}^{n}p(x_{i})\log {p(x_{i})}-\sum _{i=1}^{n}p(x_{i})\log {\frac {q(x_{i})}{p(x_{i})}},}
entropię krzyżową można interpretować jako sumę entropii dla rzeczywistego rozkładu prawdopodobieństwa {\displaystyle p} oraz miary dywergencji Kullbacka-Leiblera między {\displaystyle p} i {\displaystyle q}:
{\displaystyle H(p,q)=H(p)+d_{KL}(p,q).}
Traktując entropię krzyżową jako nietrafność {\displaystyle q} względem {\displaystyle p,} można traktować ją jako sumę nietrafności związanej z niepewnością {\displaystyle H(p)} i nietrafności związanej z błędem {\displaystyle q} względem {\displaystyle p}.